# Communauté de communes de l'Espace Rhénan
La Communauté de communes de l'Espace Rhénan est une ancienne communauté de communes située dans le département du Bas-Rhin et la région Alsace ; elle comptait 4 communes membres.

## Historique
La communauté de communes de l'Espace Rhénan a été créée 30 décembre 1993. Jusqu'en 2003, la structure intercommunale était dénommée "communauté de communes de 
Drusenheim-Herrlisheim-Offendorf dite de l'Espace Rhénan".
Le 1er janvier 2014, elle fusionne avec 3 intercommunalités voisines pour former la communauté de communes du Pays Rhénan.

## Composition
- Drusenheim
- Herrlisheim
- Offendorf
- Soufflenheim adhésion le 10 décembre 2003

## Administration
La communauté de communes de l'Espace Rhénan avait son siège à Drusenheim (villa Wenger). Son dernier président fut Louis Becker, maire de Herrlisheim.